# Мотор (Полтава)
«Мотор» — український радянський футбольний клуб із Полтави. У 1980-х роках команда брала участь у розіграшах Кубка УРСР серед команд КФК та Кубка й Чемпіонату Полтавської області. Двічі «Буревісник» був чемпіоном області, ще раз — срібним призером, також двічі грав у фіналі Кубка Полтавщини.

## Досягнення
Чемпіонат Полтавської області
- Чемпіон (2): 1985, 1986
- Срібний призер (1): 1984

Кубок Полтавської області
- Володар (1): 1986
- Фіналіст (2): 1983, 1984